# Cratere Castellana
Castellana è un cratere sulla superficie di 243 Ida.